# Mannen från Mallorca
Mannen från Mallorca är en svensk kriminalthrillerfilm som hade Sverigepremiär den 12 oktober 1984, regisserad av Bo Widerberg. I huvudrollerna ses Sven Wollter och Tomas von Brömssen. Filmen är baserad på romanen Grisfesten från 1978 av Leif G.W. Persson.
Sven Wollter tilldelades guldbaggen för bästa manliga huvudroll vid Guldbaggegalan 1985.

## Handling
Den 13 december 1983 drabbar ett kallhamrat rån postkontoret vid Dalagatan i Stockholm; rånarens byte blir 395 000 kronor. Kriminalinspektörerna vid spaningsroteln Bo ”Jarnis” Jarnebring och Lars Martin ”Johan” Johansson anländer först till brottsplatsen. Rånaren flyr med Johansson tätt i hälarna, men lyckas skaka av sig honom inne i en närbelägen skola. Till följd av personalbrist kopplas Jarnebring och Johansson in i utredningen av våldsrotelns chef, kriminalkommissarie M. Dahlgren.
Utredningen går långsamt framåt och en lång rad personer förhörs. Snart inträffar ett par mystiska dödsfall, till synes helt oberoende av varandra. Roger ”Rogge” Jansson, en 22-årig före detta småkriminell som såg rånaren i skolan, blir brutalt överkörd och dör. Erik Harald Olsson, en före detta sportjournalist på dekis, påträffas mördad på Skogskyrkogården. Olsson stod i kön vid postrånet och hälsade enligt ett vittne på rånaren. Vid husrannsakan hos Olsson finner polisen ett fotografi från en grisfest 1978 på Mallorca. På bilden finns bland andra Jansson, Olsson samt en polis vid namn Kjell-Göran Hedberg. Hedberg, som arbetar vid Säkerhetspolisen, har både Jarnebring och Johansson sedan tidigare hyst misstankar mot.
Jarnebring och Johansson samlar in ytterligare graverande bevis mot Hedberg, innan de kontaktar kriminalkommissarie Dahlgren. Dahlgren sammankallar dagen efter utredarna och tillkännager att Hedberg kan avskrivas som gärningsman. Det visar sig att Hedberg har alibi som har lämnats av ett oantastligt vittne. Av hänsyn till rikets säkerhet kan detta vittnesmål inte ifrågasättas. Jarnebring och Johansson fortsätter emellertid att spana på Hedberg. De uppdagar att Hedberg är livvakt åt justitieministern. De fortsätter att noga följa justitieministern, som visar sig ha en sexuell förbindelse med den prostituerade Eva Zetterberg.
Jarnebrings och Johanssons teori är att Hedberg begick rånet i skydd av justitieministern som kunde ge honom alibi, eftersom Hedberg visste att justitieministern umgicks med prostituerade. Både Jansson och Olsson kände igen Hedberg från grisfesten och försökte pressa honom på pengar. Hedberg mördade därför båda två och kom undan med både rånet och morden, delvis med skydd från justitieministern. Samtidigt har Säkerhetspolisen börjat bevaka Jarnebring och Johansson och lyckas bland annat lägga beslag på ett för justitieministern komprometterande negativ. Trots ett intensivt arbete av Jarnebring och Johansson leder spaningarna inte någonstans. Fallet får inte någon lösning och ärendet avskrivs.

## Om filmen
Mannen från Mallorca har visats i SVT, bland annat 1987, 1988, 2002, 2004, 2020 och 2021.

## Rollista
- Sven Wollter – Bo Jarnebring, kriminalinspektör vid spaningsroteln
- Tomas von Brömssen – Lars Martin Johansson, kriminalinspektör och kollega till Jarnebring
- Håkan Serner – Andersson, kriminalinspektör på våldsroteln
- Ernst Günther – M. Dahlgren, kommissarie och chef för våldsroteln
- Thomas Hellberg – Berg, byråchef vid Säkerhetspolisen
- Ingvar Hirdwall – Fors, kollega till Berg
- Niels Jensen – Roger Jansson
- Tommy Johnson – Rundberg, kriminalinspektör vid våldsroteln
- Rico Rönnbäck – Kjell Göran Hedberg, kriminalinspektör vid Säkerhetspolisen
- Hans Villius – justitieministern
- Sten Lonnert – Erik Harald Olsson, tidigare sportjournalist och alkoholist
- Nina Gunke – Eva Zetterberg, prostituerad
- Margreth Weivers – Alva Wiström, vittne till mordet på Skogskyrkogården
- Gun Karlsson – fru Forsberg, vittne till rånet
- Marie Delleskog – Janna, Janssons fästmö
- Gert Fylking – Öst, Hedbergs kollega
- Carl-Olof Alm – Sven Roland Martinsson, fånge vid Hall som avvikit efter permission
- Tord Nordlund – Vindeln, alkoholist och vän till Olsson
- Karin Bergstrand – fru Wahlberg, granne till Eva Zetterberg
- Jerry Martinger - åklagaren
- Dan Ekborg – man som blir nedslagen på posten
- Ole Ränge – Persson
- Ann-Christin Santesson – Johanssons ex-fru
- Johan Widerberg – Johanssons son

## Produktion
Filmen är baserad på Leif G.W. Perssons roman Grisfesten från 1978, som i sin tur är baserad på Bordellhärvan och Geijeraffären 1976. Filmen har flera likheter med Bo Widerbergs första thriller Mannen på taket från 1976, bland annat skådespelare och filmteam samt att det finns en mängd likheter i repliker och inspelningsmiljö. Det finns även likheter med den amerikanska filmen French Connection – Lagens våldsamma män från 1971.
Widerberg ändrade titeln från Grisfesten till Mannen från Mallorca: "Jag tyckte att namnet Grisfesten dels var för likt Grisjakten som Cornell filmade för några år sedan, dels att ordet grisfest på något sätt förknippas med sällskapsresor. Och eftersom jag inte ville att publiken skulle tro att min film var en uppföljning till Lasse Åbergs Sällskapsresan så döpte jag om filmen till Mannen från Mallorca. Då knyter den dessutom an till min tidigare film Mannen på taket".
Hela filmen spelades in i Stockholm, bland annat på Anstalten Hall och Skogskyrkogården. Inga scener spelades in på Mallorca.
Carl-Gustaf Lindstedt, som spelade Martin Beck i Mannen på taket, skulle från början spela Dahlgren, men fick hälsoproblem efter två inspelningsdagar och ersattes med Ernst Günther.
Många scener i bilarna filmades utan tillstånd, med dolda kameror och walkie-talkies som enda kontakt med varandra. Teamet blev stoppat av flera poliser under inspelningarna, men vissa poliser kände igen Sven Wollter från den förra filmen Mannen på Taket och sade skämtsamt: "Aha, en kollega!"
I scenen när Rundberg förhör Olsson blev Sten Lonnert (Olsson) instruerad av Widerberg att avsiktligt glömma replikerna, så att inspelningen skulle ta flera timmar och skapa en frustration hos Tommy Johnson (Rundberg), vilket skulle göra att scenen kändes mera äkta.
Leif G.W. Persson ville själv medverka i filmen, men Bo Widerberg sade att han inte ville ha amatörer. Då påpekade Persson att han hade använt amatörskådisen Pia Degermark i filmen Elvira Madigan; hon blev sedan en känd skådespelerska. Persson placerades i en baklucka med luckan nedfälld vid ett tillfälle; så han medverkar tekniskt sett i filmen fast man inte kan se honom (Persson hade dessförinnan medverkat i TV-serien Dubbelsvindlarna från 1982).

## Mottagande

### Kritikernas mottagande
Mannen från Mallorca mottog positiva recensioner och anses som en av de bästa svenska filmerna under 1980-talet. Eva af Geijerstam på Dagens Nyheter gav filmen en positiv recension och skrev: "I Widerbergs Mannen från Mallorca vidarebefordras detta pursvenska angrepp. Han har skrivit ett utmärkt manus som tar vara på spänningen, komiken och kritiken i 'Grisfesten' och därtill lagt ett poetiskt bildporträtt av staden Stockholm i blekt vinterljus och nattligt skumrask." Mats Olsson på Expressen konstaterade att: "Gradvis bygger Widerberg upp en spänning som, ju längre filmen lider, följs av en helig ilska, orsakad av ett rättssystem som möjliggör att en mördare går fri bara för att justitieministern knullar horor i hundkoppel." Carl Rudbeck på Svenska Dagbladet skrev: "För att rätt förstå och uppskatta Widerbergs film måste man acceptera dess genremässiga orenhet; den ligger någonstans mellan den vanliga thrillern och den politiska indignationsfilmen. När man väl insett detta kan man inte låta bli att imponeras. Widerberg utvinner slående visuella effekter ur vardagliga scener och föremål; han får oss att se."

### Utmärkelser
Sven Wollter mottog Guldbaggen för bästa manliga huvudroll vid guldbaggegalan 1985.
Filmen finns med i boken Tusen svenska klassiker från 2009.